# Fluitje (bierglas)

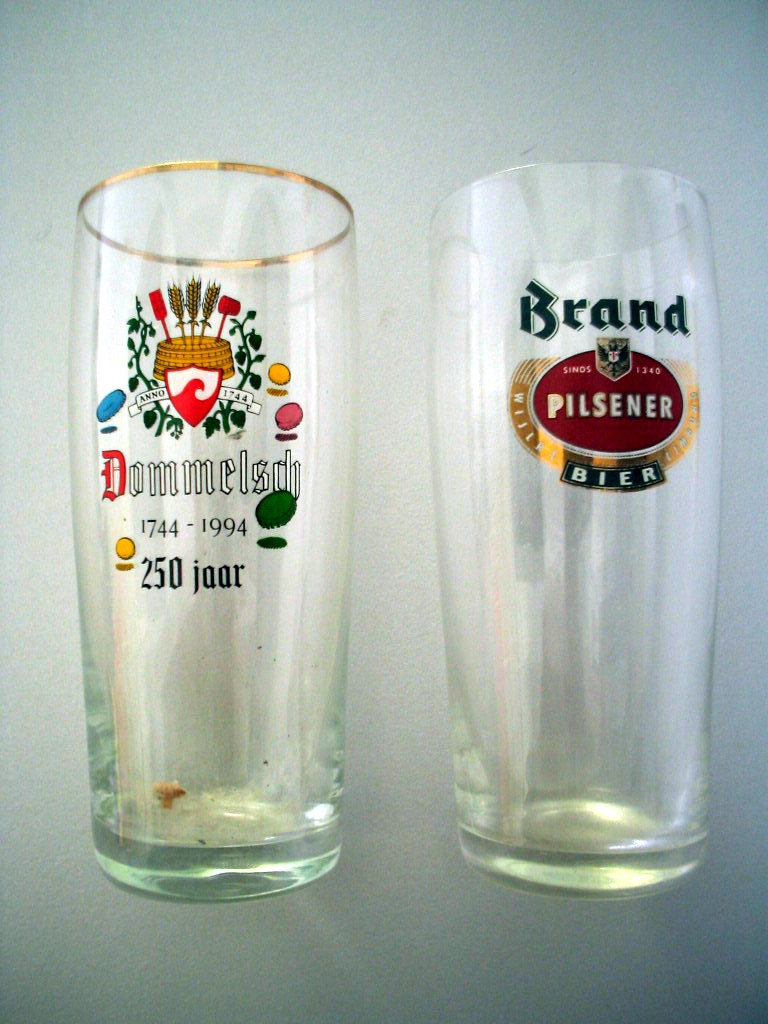
Twee Nederlandse fluitjes

Een fluitje is een smal dunwandig bierglas met een subtiele inkraging enkele centimeters onder de bovenrand. Het glas heeft doorgaans een strijkmaat van 20 à 22 cl. In Limburg wordt het glas ook wel aangeduid als buisje of pijpje (op zijn Limburgs: piepke). Het fluitje is in wezen de verkleinde en dunwandige versie van een model bierglas dat bekend staat als jonker. Het fluitje heeft min of meer dezelfde vorm als het flûte champagneglas maar dan zonder steel en voetstuk. Wie de benaming fluitje heeft bedacht en wanneer dat is gebeurd is nog onvoldoende onderzocht. 
In 1961 bracht Brand’s Bierbrouwerij N.V. uit het Limburgse Wijlre ter gelegenheid van de ingebruikname van een nieuw brouwhuis als eerste Nederlandse brouwerij een fluitje in omloop. Dit bierglas was voorzien van een gelithografeerde afbeelding van het nieuwe brouwhuis. Het nieuwe glas figureerde prominent in Brand’s advertentiecampagne uit 1962 waarin uitgelegd werd waarom Limburgers zo dol waren op Brand. Echt bekend werd het model bierglas pas nadat Brand in de jaren zeventig ook buiten Limburg afzet begon te verwerven. Sindsdien zijn ook andere Nederlandse brouwerijen fluitjes gaan verstrekken aan cafés en andere horecagelegenheden.   
In Duitsland staat dit type glas bekend als een Willybecher of Willibecher. Het verhaal wil dat het model in 1954 zou zijn ontworpen door ene Willy Steinmeier, een werknemer van Glaswerke Ruhrglas A.G. (Essen), met het doel een bierglas te creëren dat de schuimkraag langer intact hield. Door zijn dunwandigheid was het glas bovendien relatief goedkoop en stelde het consumenten in staat goed te voelen of het bier wel koud was. Vermoedelijk waren ook de eerste fluitjes van Brand afkomstig uit de glasfabriek in Essen. In later jaren waren de meeste Nederlandse fluitjes afkomstig uit glasfabrieken in de DDR.
Volgens sommige bierkenners komt het aroma van bier in dit type glas onvoldoende tot zijn recht. Daarom wordt het fluitje vooral gebruikt voor een 'doordrinkbier' als pilsener, in plaats voor speciaalbieren met een meer complex aroma. Andere nadelen van het fluitje zijn dat het glas niet stapelbaar is en door zijn dunwandigheid relatief snel breekt.  